# بالابان آلتایی
بالابان (شاهین) آلتایی (نام علمی: Falco cherrug altaicus) یکی از انواع بزرگ‌جثهٔ شاهین است که طبقه‌بندی علمی آن مورد اختلاف است. بر اساس نظریه رایج این پرنده زیرگونه‌ای از بالابان (Falco cherrug) است، درحالی‌که نظریه دیگری آن را یک گونهٔ مستقل دانسته و یک نظریه هم معتقد است این شاهین‌ها در واقع دورگه‌های طبیعی بالابان و شنقار (Falco rusticolus) هستند.
بالابان آلتایی از دیرباز اعتبار و محبوبیت خاصی در بین بازداران آسیای میانه داشته است و برخی معتقدند پرنده افسانه‌ای تورول در اسطوره‌های مجارها در واقع بالابان آلتایی بوده است.

## زیستگاه
بالابان آلتایی در منطقه کوهستانی نسبتاً کوچکی در کوه‌های آلتای واقع در مرز چهار کشور چین، قزاقستان، مغولستان و روسیه زادآوری می‌کند که با منطقهٔ زیستی بسیار وسیعتر بالابان همپوشانی دارد. بالابان از شمال و مرکز چین تا اروپای مرکزی سکونت دارد. قلمرو زیستی شنقار هم در مناطق قطبی شمال اروپا، روسیه و آمریکای شمالی است اما به صورت اتفاقی به مناطق جنوبیتر هم می‌آیند و حتی ممکن است با گونه‌های بسیار نزدیک به خود در زیرسرده شاهین‌های مقدس (Hierofalco) یعنی بالابان، لاچین و شاهین بلوچی جفت‌گیری کرده و جوجه‌های باروری را به دنیا آورند. این دورگه‌شدن‌ها از زمان ایجاد این گونه‌ها در ۱۳۰ هزار سال پیش تا به امروز ادامه یافته و باعث شده تا بررسی ژنتیکی این گونه‌ها بسیار دشوار شود.
در ظاهر به نظر می‌رسد که بالابان‌های آلتایی یا دورگه‌های شنقارهای آواره و بالابان باشند یا دست‌کم از ادغام گروهی از این دورگه‌ها با بالابان‌های بومی منطقه ایجاد شده باشند. مطالعات ژنتیکی نتوانسته این فرضیه را اثبات یا رد کند. مسلم اینست که شنقارها به ندرت در فصل زمستان به منطقه آلتایی می‌آیند و علفزارهای سردسیر این منطقه هم یک زیستگاه حد فاصل با مشخصاتی بینابین زیستگاه نمونه‌وار بالابان یعنی استپ‌های معتدل کم‌ارتفاع و زیستگاه نمونه‌وار شنقار یعنی توندرای قطبی است. اما نظریه غالب اینست که شاهین آلتایی را با توجه به مشخصات رفتارشناسی تا زمانی که مطالعات ژنتیکی به نتیجه دقیق‌تری نرسیده بایستی زیرگونه‌ای از بالابان محسوب کرد.

## ویژگی‌های جسمی
بالابان‌های آلتایی به‌طور کلی بزرگتر از بقیه بالابان‌ها هستند. رنگ تیره‌تری دارند و سطح و بخش زیرین بدن آنها خال‌های بیشتری دارد.
شاهین آلتایی پرنده‌ای بسیار پلی‌مرفیک است یعنی جوجه‌های یک جفت پرنده ممکن است به رنگ‌های مختلفی باشند از فازهای بسیار تیره و تقریباً سیاه‌رنگ تا رنگ‌های بسیار روشن و تقریباً سفید باشند (و رنگ‌های میانه میال به سرخ، قهوه‌ای و خاکستری). این وضعیت در بالابان هم دیده می‌شود اما در حد کمتری. آلتایی‌های بسیار تیره و بسیار روشن متعلق به نواحی شمالی‌تر مانند نواحی سردسیر سیبری هستند. چرا که شنقار سیاه و شنقار سفید خالص بومی آن مناطق است. شاهین آلتایی در تحمل گرما طاقتش کمتر از چرخ است.